# Barys Arena
Die Barys Arena (kasachisch und russisch Барыс Арена) ist eine Mehrzweckhalle in der kasachischen Hauptstadt Astana. Die Halle ist seit 2015 die Heimstätte des Eishockeyclubs Barys Astana in der Kontinentalen Hockey-Liga (KHL). Zuvor trat die Mannschaft im Sportpalast Kasachstan an.

## Geschichte
Der Bau der Barys Arena wurde im Oktober 2012 begonnen und offiziell am 8. August 2015 von Staatspräsident Nursultan Nasarbajew eröffnet. Am darauf folgenden Tag trat Barys Astana gegen Metallurg Nowokusnezk zur ersten Partie im Rahmen des President of the Republic of Kazakhstan’s Cup an und gewann mit 4:2. Sie bietet den Besuchern zu Eishockeyspielen 12.000 Sitzplätze (inklusive 744 V.I.P.-Plätzen). Neben Eishockey lässt sich die Arena auch für Sportarten wie Basketball, Volleyball oder Boxen als auch für Konzerte und andere kulturelle Veranstaltungen nutzen. Zum Komplex gehört u. a. eine Hockey-Academy, eine Schwimmhalle mit 50-Meter-Bahn und 10 Bahnen, ein Sprungbecken für Kunst- und Turmspringen sowie ein Becken für Synchronschwimmen, die alle die Richtlinien des Schwimmweltverbandes FINA erfüllen.
Während der Bauarbeiten kam es am 13. Juli 2015 zu einem Unglück. Beim Abbau von Gerüsten an der Fassade stürzten sechs kosovarische Arbeiter zwanzig Meter in die Tiefe. Fünf der sechs Männer überlebten den Unfall nicht. Drei starben am Unfallort und zwei im Krankenhaus. Die Bauarbeiten wurden vorübergehend ausgesetzt.

## Galerie

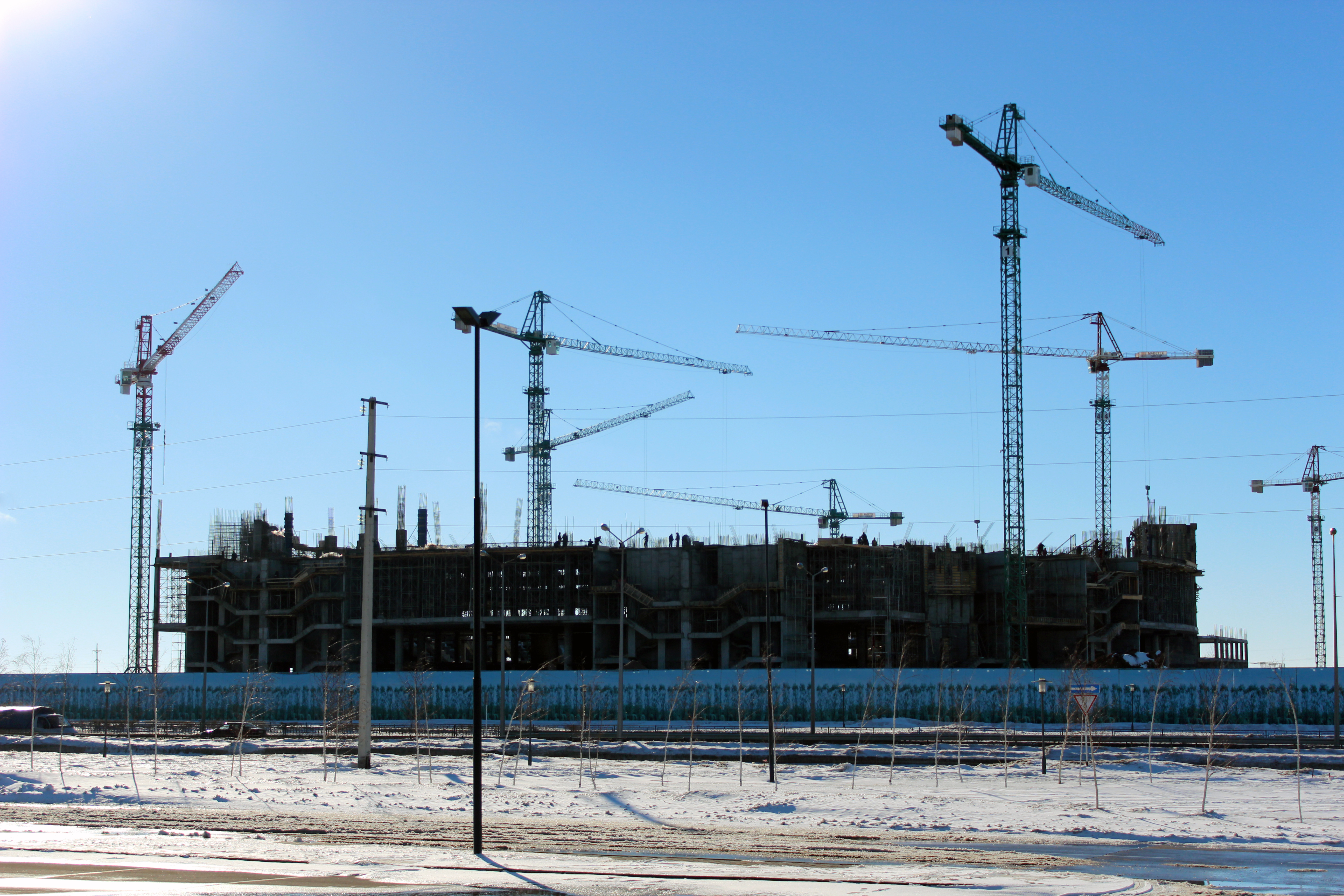
Die Baustelle im März 2014
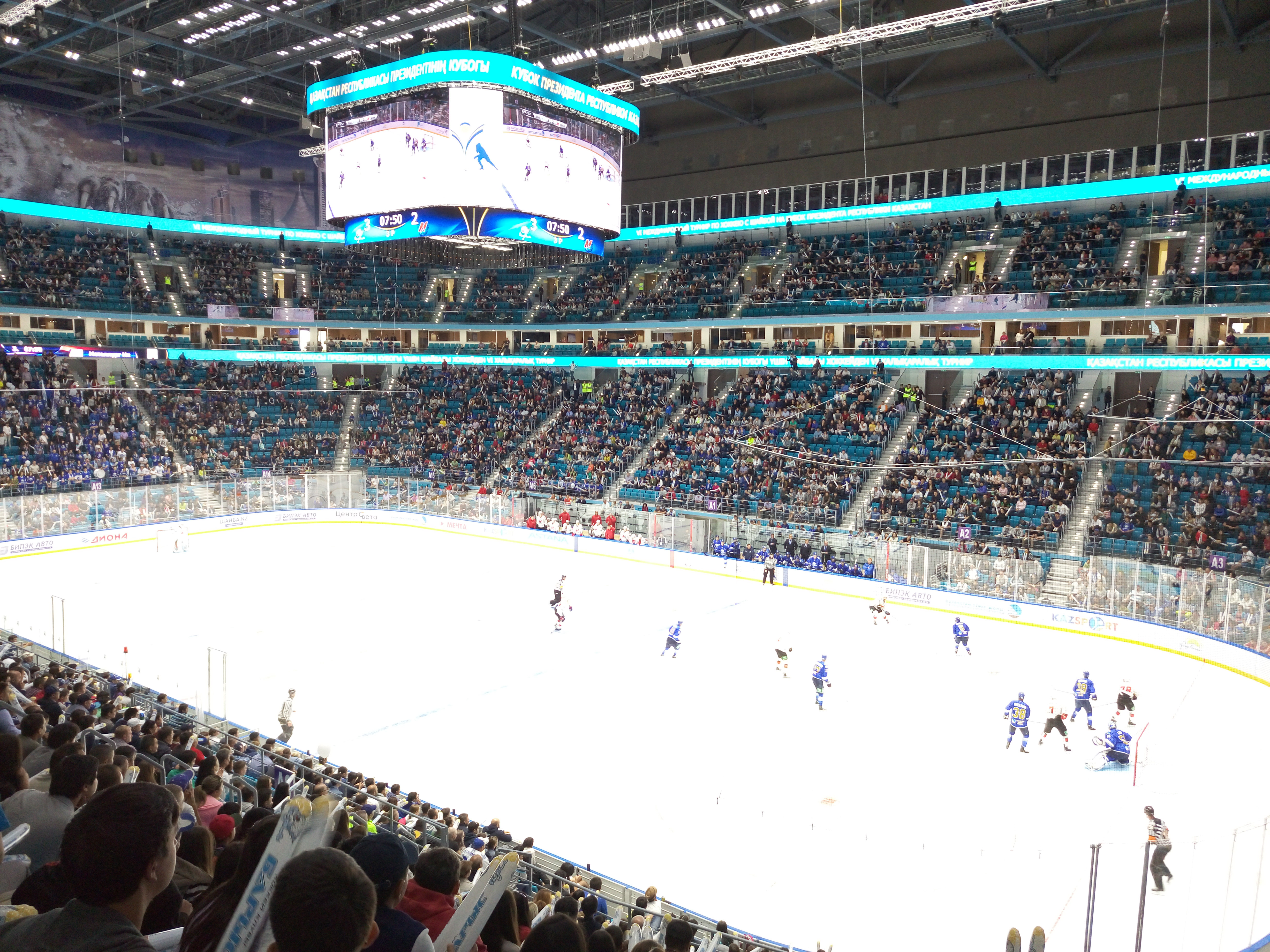
Eröffnungsspiel der Halle am 9. August 2015 zwischen Barys Astana und Metallurg Nowokusnezk